# Numerieke apertuur

Verbeelding van Numerieke apertuur

De numerieke apertuur (NA) van een microscoopobjectief is een dimensieloos getal dat aangeeft onder welke uiterste hoeken licht opgevangen of uitgestraald wordt.

## Algemeen
Meestal wordt de numerieke apertuur gedefinieerd als (1873, Ernst Abbe):
{\displaystyle NA=n\sin \theta \;}
Met
- n de brekingsindex van het medium waarin de lens zich bevindt (1,0 voor lucht, 1,33 voor water, 1,56 voor olie)
- θ de grootste invalshoek ten opzichte van de normaal (loodrechte door het lensoppervlak)

## Belang
Deze waarde bepaalt het scheidend vermogen van de lens (resolutie):
{\displaystyle \mathrm {d} ={\frac {1,22\lambda }{2n\sin \theta }}}
Met
- λ de golflengte van het gebruikte licht.

## Voorbeelden
In lucht wordt NA dus nooit groter dan 1.
- droog (lucht): NA = 1 x sin 72° = 0,95

Door gebruik te maken van immersie-olie kan dit wel.
- immersie-olie: NA = 1,515 x sin 67° = 1,4

Hierbij volstaat dus een minder sterke lens.